# Sven-Sören Christophersen
Sven-Sören Christophersen (ur. 9 maja 1985 roku w Lubece) – niemiecki piłkarz ręczny, reprezentant kraju. Gra na pozycji lewego bądź środkowego rozgrywającego. Obecnie występuje w Bundeslidze, w drużynie Füchse Berlin.

## Kariera
- 2003-2006  TBV Lemgo
- 2006-2007  Eintracht Hildesheim
- 2007-01/2008  TBV Lemgo
- 01/2008-2008  Wilhelmshavener HV
- 2008-2010  HSG Wetzlar
- 2010-2014  Füchse Berlin
- 2014-  TSV Hannover-Burgdorf

## Sukcesy
- 2003: superpuchar Niemiec
- 2006: puchar EHF